# 川田靖子
川田 靖子（かわた やすこ、1934年（昭和9年）12月16日 - ）は、日本の詩人、フランス文学者、玉川大学名誉教授。旧姓・松村。
兵庫県神戸市生まれ。1959年東北大学文学部仏文科卒、1961年京都大学大学院文学研究科修士課程修了、玉川大学文学部講師、助教授、教授。2005年定年退任、名誉教授。1972年詩集『北方砂漠』で小熊秀雄賞受賞。2003-2013年日本キリスト教詩人会会長。

## 著書
- 『深沼抄 詩集』秀英書房 1962（松村靖子名義）
- 『北方沙漠 詩集』思潮社 1971
- 『オーロラを見に 詩集』思潮社 1974
- 『クリスタル・ゲージング 詩集』青土社 1983
- 『L’Ephemere』芸林書房 1989
- 『立っている青い子供』芸林書房 1989
- 『17世紀フランスのサロン サロン文化を彩どる七人の女主人公たち』大修館書店 1990
- 『風の薔薇 詩集』書肆山田 1998
- 『私はパリの老人病院実習生』青土社 2006
- 『わたしの庭はわたしに似ている 川田靖子詩集』水声社 2006
- 『我はまことの葡萄の木』教文館 2013

### 翻訳
- フランソワ・クリュシアニ『カラー版世界の文豪叢書 21 プルースト』評論社 1976
- ジャン・ド・ラ・フォンテーヌ『ラ・フォンテーヌ寓話』玉川大学出版部 1979
- アラン・ドゥコー『フランス女性の歴史 1 ルイ14世治下の女たち』大修館書店 1980

## 参考
- 『現代日本人名録』2002